# Josep Fontanella i Garraver
Josep Fontanella i Garraver (Barcelona, 23 de gener de 1606– Perpinyà, 1680) va ser un polític i advocat català. Fou fill del jurista i conseller en cap de Barcelona Joan Pere Fontanella, i germà del poeta Francesc Fontanella.
En els prolegòmens de la Guerra dels Segadors, defensa i promou l’aliança del Principat amb el regne de França contra Felip IV de Castella.
Fontanella participa en la victòria de les tropes francocatalanes a la Batalla de Montjuïc. Manel Güell apunta que va guanyar-se «la plena confiança del d’Argençon i del mariscal Brezé». Aquest el nomena regent de la cancelleria de la Reial Audiència, càrrec que desenvoluparà fins a la firma del Tractat dels Pirineus.
Juntament amb el seu germà Francesc, intervé en les converses de pau celebrades a Münster el 1643 i 1644. En aquesta responsabilitat, intenta apropar els ambaixadors francesos a la causa catalana, al mateix temps que adverteix a la Diputació del General que Catalunya podria ser sacrificada pel cardenal Mazzarino per assolir un acord amb Madrid. El primer ministre francès, temorós que Fontanella negociés directament amb la cort hispànica, va rellevar-lo del càrrec.
De nou al Principat, va oposar-se a les directrius de Pèire de Marca i Josep de Margarit. Entre 1648 i 1652, va intentar convèncer la cort parisenca perquè aportés més assistències al Principat.
En el setge hispànic de 1651-52 a Barcelona, Fontanella torna a defensar la ciutat. En recompensa pels serveis al regne de França, el  1653 rep els títols de comte de Peralada i vescomte de Canet. El 1659 és noment president del Consell Sobirà del Rosselló, on s'havia desplaçat després de la capitulació de Barcelona.